# IceWM
IceWM — менеджер окон для X Window System в Unix-подобных операционных системах. Разработка IceWM началась с нуля в 1997 году, проект написан целиком на C++ и выпущен на условиях лицензии GNU LGPL. Цель проекта — создание рабочей среды с удобным и быстрым интуитивным интерфейсом с широкими возможностями для настройки пользователем. В частности, все функции графического интерфейса доступны при использовании только клавиатуры. В то же время в число задач входила максимальная «лёгкость» IceWM в плане потребляемых ресурсов компьютера — памяти и процессора.
IceWM полностью соответствует i18n и поддерживает работу с русским языком.
В ноутбуках Eee PC с предустановленной ОС Xandros, по умолчанию в режиме Easy mode используется IceWM.
IceWM входил в комплект поставки и использовался по умолчанию в качестве графического интерфейса в операционной системе Novell NetWare.

## Расширения и настройки
Благодаря лёгкости настройки IceWM к настоящему моменту создано большое число графических тем, в том числе напоминающих популярные графические среды Microsoft Windows, Mac OS X, OS/2 и др. Дальнейшая настройка внешнего вида также доступна пользователю, как при помощи программ других производителей, так и прямым редактированием текстовых конфигурационных файлов.
На данный момент в IceWM также поддерживается интеграция с системами меню GNOME и KDE.

## Файлы конфигурации
Файлы конфигурации пользователя должны находиться в каталоге ~/.icewm.
- menu — содержит пункты и структуру главного меню
- toolbar — содержит кнопки запуска приложений на панели задач
- preferences — содержит параметры управления поведением IceWM
- keys — содержит дополнительные комбинации клавиш пользователя
- winoptions — содержит параметры отвечающие за поведение отдельных приложений, описанных пользователем
- startup — исполняемый файл, запускающийся во время первоначальной загрузки оконного менеджера